# Constitution grecque de 1975
Pour les articles homonymes, voir Constitution grecque.
 (août 2022).
Si vous disposez d'ouvrages ou d'articles de référence ou si vous connaissez des sites web de qualité traitant du thème abordé ici, merci de compléter l'article en donnant les références utiles à sa vérifiabilité et en les liant à la section « Notes et références ».
Lire en ligne

Consulter

Constitution grecque de 1973

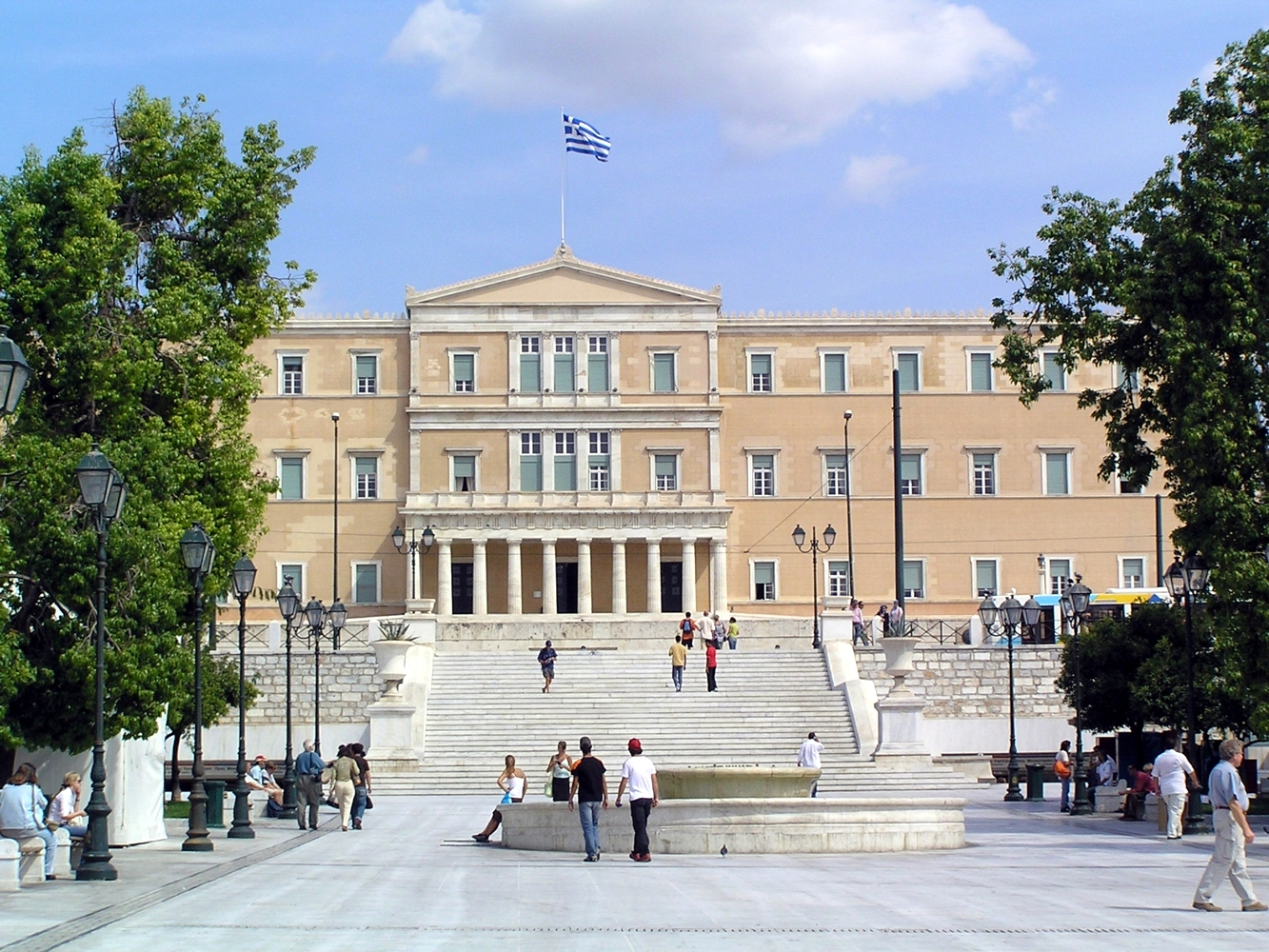
Constitution grecque de 1975.

La constitution grecque actuelle (en grec moderne : Σύνταγμα της Ελλάδας / Syndagma tis Elládas) est entrée en vigueur en 1975. Elle est révisée quatre fois depuis, en 1986, en 2001, en 2008 et en 2019.

## Histoire constitutionnelle de la Grèce
L'histoire constitutionnelle de la Grèce remonte à la guerre d'indépendance grecque, pendant laquelle les trois premières constitutions « révolutionnaires » sont adoptées.
La constitution de 1975 est la dernière d'une série de constitutions adoptées démocratiquement (à l'exception de celles de 1968 et 1973 imposées par la dictature des colonels). La première est adoptée en 1822, par l'assemblée nationale d'Épidaure.
La place Sýntagma à Athènes lui est dédiée après le coup d'État du 3 septembre 1843 qui donne au pays sa première constitution en tant que pays indépendant.

## Contenu
La constitution comprend 120 articles et est divisée en quatre parties :
- la première partie (articles 1-3) établit la république parlementaire comme forme de gouvernement, et confirme la primauté de l'Église orthodoxe grecque.
- la seconde partie (art 4-25) concerne les droits individuels et sociaux, dont la protection a été renforcée par l'amendement de 2001. Les nouvelles dispositions traitent de sujets comme la protection des données personnelles et la compétence de certaines autorités indépendantes.
- la troisième partie (art 26-105) décrit l'organisation et le fonctionnement de l’État. L'article 28 intègre les lois et conventions internationales dans la loi grecque.
- la quatrième partie (art 106-120) comprend des dispositions spéciales et transitoires.

### Partie I
La Grèce est une république parlementaire. La République hellénique a pour première obligation de protéger la dignité humaine. La  « religion dominante » est celle de l'Église orthodoxe grecque et le texte des Saintes Écritures, « inaltérable », ne peut recevoir de traduction officielle dans une autre forme de langage sans son approbation.

### Partie III

#### Chapitre I
Le président de la République est élu pour un mandat de cinq ans par le Parlement reconductible une fois.  L'élection est valide si le candidat à la présidence obtient les deux tiers des votes en sa faveur.  Si la majorité des deux tiers n'est pas atteinte au cours des deux premiers tours de scrutin, la majorité nécessaire est abaissée aux trois cinquièmes des membres du Parlement lors du troisième tour. Si la majorité nécessaire n'est pas atteinte au troisième tour, le Parlement sera alors dissous dans les dix jours, provoquant des élections législatives anticipées.
La Chambre des députés issue des nouvelles élections procède ensuite à l'élection du président de la République avec l'appui des trois cinquièmes de ses membres. S'il n'y parvient pas, alors la majorité absolue suffit pour le prochain tour. Si aucun candidat ne parvient à obtenir cette majorité, un ultime tour est organisé. Seuls les deux candidats à la présidence ayant recueilli le plus de voix en leur faveur lors du précédent vote peuvent y participer et la majorité simple suffit. Ainsi, celui des deux candidats qui reçoit le plus de votes en sa faveur est élu président de la République.

## Sources
- (en) Cet article est partiellement ou en totalité issu de l’article de Wikipédia en anglais intitulé « Constitution of Greece » (voir la liste des auteurs).

## Compléments